# Desmet (technologiebedrijf)
Desmet is een toonaangevende wereldwijde leverancier van op maat gemaakte industriële installaties en apparatuur die oliehoudende zaden, granen en  oliën verwerkt tot proteïnevoeder envoeding, eetbare oliën envetten, oleochemicaliën en biobrandstof.
Desmet staat bekend om zijn 3 gereputeerde merken: 
Desmet: oliezaad-, vet en biobrandstoftechnologieën
RoseDowns: liezaad- en vetsmelterijpersen 
Stolz: graanverwerkingstoestellen en voeder- en voedingmaalmachines.

## Bedrijfsstructuur
Desmet, met zijn hoofdkantoor in België, is wereldwijd actief in de belangrijkste olie en vetmarkten. Het heeft bedrijfseenheden in Noord- en Centraal-Amerika, Zuid-Amerika, Zuidoost-Azië, India en Europa.
Desmet Engineering Center Pvt. Ltd., een Desmet-onderneming, gevestigd in Bangalore, India, levert de detailstudies en automatiseringsdiensten ter ondersteuning van de activiteiten met betrekking to oliën en vetten, oleochemicaliën en biodiesel.
Desmet beheerst de volgende technologieën voor de productie van kwaliteitsvoeding en biobrandstof:
- Graanverwerking: kettingtransport, liften, bandtransport, stoffiltratie;
- Voermaling: hamermaling, mengen, pelletiseren, pelletkoeling;
- Zaadpreparatie: conditioneren, koken, persen;
- Olie-extractie: extraheren, desolventiseren, meel drogen/koelen, miscella destilleren, recupereren van oplosmiddelen en minerale oliesystemen;
- Olieraffinage: neutraliseren, zure en enzymatische ontslijmen, bleken, winteriseren, ontgeuren en vacuümsystemen;
- Vetmodificatie: droge en solvent fractioneren, chemische en enzymatische omesterene, gedeeltelijke en volledige hydrogenerenatie (“harden”);
- Oleochemicaliën: vetsplitsing, vetzuurdestillatie, glycerolraffinage, productie van vetalcohol;
- Biodiesel: omestering, methylesterdestillatie, recupereren van oplosmiddelen, methanol-rectificatie, glycerineverwerking;
- HVO-voorbehandeling: ontslijmen, bleken, polyethyleenverwijdering, dechlorering.

Tot de klanten van Desmet behoren agro-industrieleiders zoals ADM, Bunge, Cargill maar ook veel  lokale bedrijven over de hele wereld. 

## Geschiedenis
Desmet werd in 1946 opgericht door ingenieur Jean-Albert De Smet, die de eerste horizontale continue extractor voor solventextractie van oliehoudende zaden uitvond. De Smet was op dat moment directeur van de Antwerpse Oliemolen en besloot zijn eigen ingenieursbureau op te richten om zijn uitvinding te commercialiseren. Extraction De Smet werd opgericht en de kantoren werden gevestigd in Edegem (nabij Antwerpen) in België.
Extraction De Smet breidde zijn portfolio van technologieën zeer snel uit: voorbereiding en extractie (1946), olieraffinage (1963), graanverwerking en veevoederbereiding (1975 - samenwerking met Stolz), vetmodificatie (1983). In deze periode vond ook een internationale uitbreiding plaats met de opening van   ingenieursbureau’s in Spanje (1966), Mexico (1969), Argentinië (1969), Brazilië (1970), Maleisië (1978), de VS (1979), Singapore (1980) en India (1984).
In 1988 werd RoseDowns, een Brits bedrijf dat is opgericht in 1777 en gespecialiseerd in het ontwerp en de productie van continue oliezaadpersen, onderdeel van 'Desmet'. Rosedowns is heden nog steeds gevestigd in Kingston, Hull.
In 1989 verwierf het bedrijf de rechten op de Votator ontgeuringstechnologie en startte het activiteiten in de oleochemie (1990). Ook de internationale expansie werd voortgezet met bijkomende kantoren in Rusland (1995), de installatie van een 'Global Engineering Center' in India (2000) en het openen vaneen kantoor in China (2002).
Vanaf 2003 verandert Extraction De Smet haar naam in De Smet Technologies and Services en verhuist het hoofdkantoor van Edegem naar Zaventem.
Kort daarop in december 2004 besloten De Smet Technologies and Services en de Italiaanse technologie-leverancier Ballestra, die gespecialiseerd was in technologieën voor detergenten, oppervlakte-actieve stoffen en chemicaliën, om de activiteiten samen te voegen met het oog op de zich sterk ontwikkelende  biodieselmarkt. Desmet Ballestra, de nieuwe naam van het bedrijf, installeerde meer dan 120 biodieselfabrieken van de 'eerste generatie' over de hele wereld.
In de jaren daarna opende het bedrijf kantoren in Indonesië (2011), Marokko (2015) en Vietnam (2019). In 2020 nam de groep het Duitse bedrijf Serptec over, een specialist in persen voor vetsmelterijen.
Ondertussen startte Desmet Ballestra in 2012 met de ontwikkeling van technologieën voor HVO- en SAF-voorbehandelingsinstallaties, een tweede generatie biobrandstof voor weg- en luchttransport.
In 2022 besloten de private-equityfondsen, die eigenaar waren van Desmet Ballestra, om het bedrijf in twee delen te verkopen. Het bedrijf Desmet werd opgericht, dat de activiteiten van Desmet, RoseDowns en Stolz omvat, terwijl Ballestra als een volledig gescheiden entiteit opereert.

Desmet opereert nu als een onafhankelijke business unit van de 'Food & Water Division' van de Alfa Laval Group, die 100% van de aandelen van Desmet bezit. Het bedrijf is ook eigenaar van 70 patenten en heeft 3 innovatiecentra in België, Frankrijk en Maleisië.